# Hermann Wagner (géographe)
Pour les articles homonymes, voir Wagner.
Hermann Wagner, né le 23 juin 1840 à Erlangen et mort le 18 juin 1929 à Bad Wildungen, est un géographe et cartographe allemand.

## Biographie
Hermann Wagner est le fils de l'anatomiste Rudolf Wagner (1805-1864) et le frère de l'économiste Adolph Wagner (1835-1917).
Il étudie aux universités de Göttingen et d'Erlangen, puis il enseigne les mathématiques et l'histoire naturelle au lycée de Gotha de 1864 à 1876. Il est rédacteur en chef de la partie statistique du Gothaer Almanach pour la maison d'édition de Justus Perthes,. En 1872, il devient rédacteur en chef de la revue géographique et statistique Die Bevolkerung der Erde aux côtés de Ernst Behm.
En 1876, Wagner est nommé à la chaire de géographie de l'université de Königsberg, avant de remplacer Johann Eduard Wappäus (de) comme professeur de géographie à l'université de Göttingen. En 1878, il est élu membre de l'Académie allemande des sciences Leopoldina. De 1879 à 1920, il est rédacteur-en-chef du Geographisches Jahrbuch.
En 1883-1884, Wagner publie une nouvelle version du Lehrbuch der Geographie de Hermann Guthe (de). Il est aussi associé au Sydow-Wagner Methodischer Schulatlas, un atlas d'école réalisé en collaboration avec Emil von Sydow,.

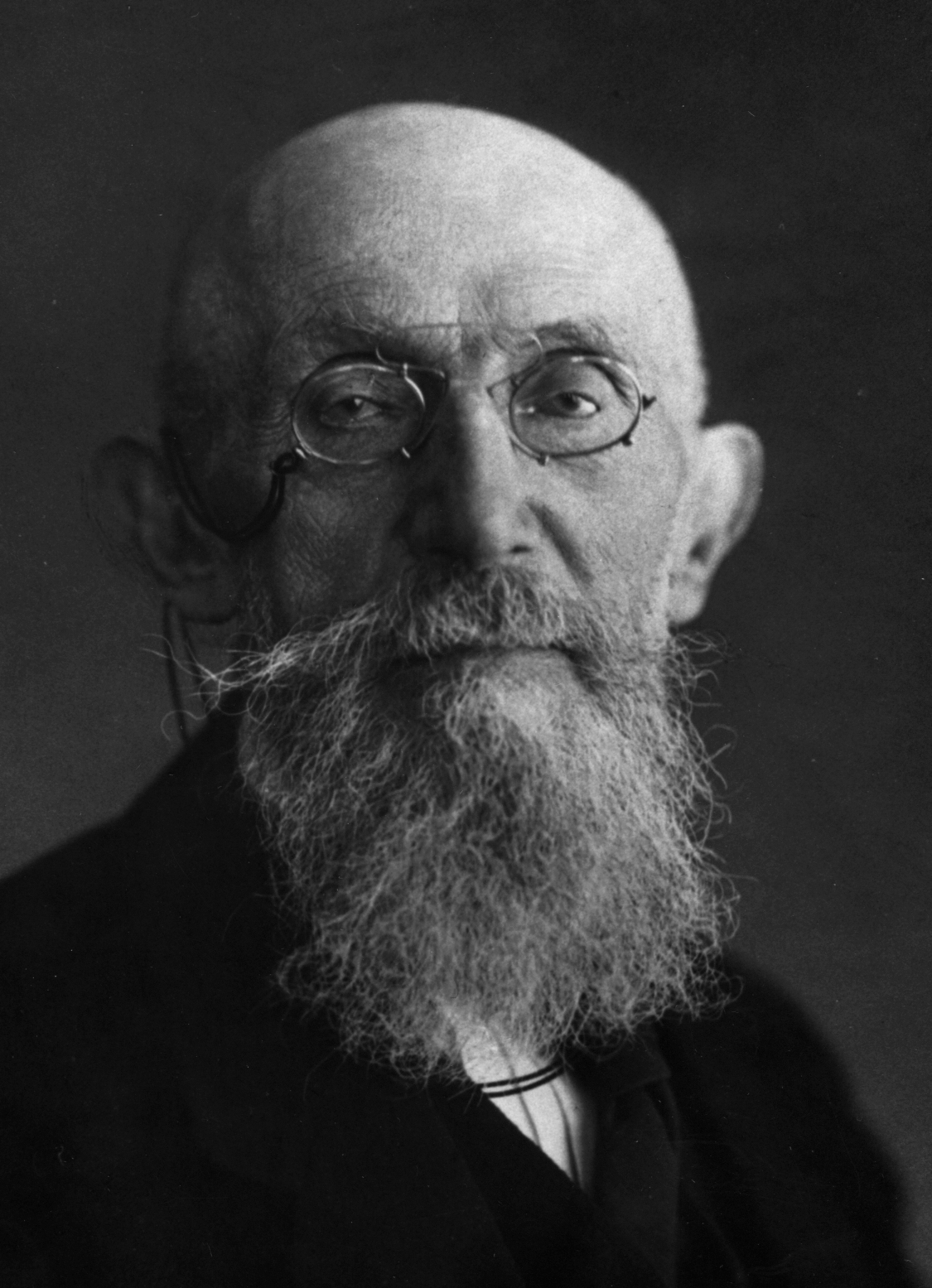
Hermann Wagner.
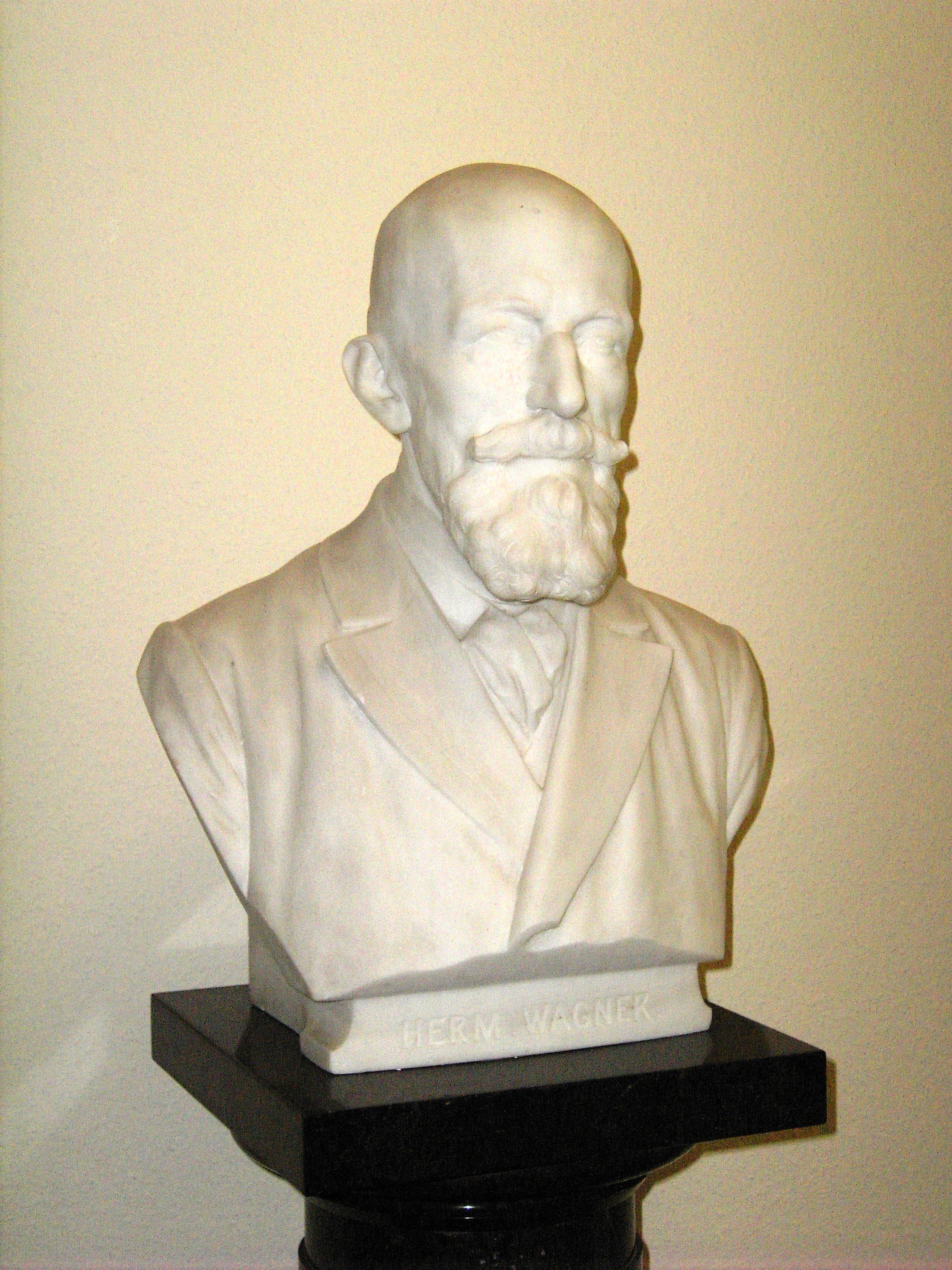
Buste d'Hermann Wagner en marbre par Adolf von Donndorf (1910).